# Wasserturm (Grimmen)
| Wasserturm Grimmen     | Wasserturm Grimmen                                          |
| Wasserturm             | Wasserturm                                                  |
| Daten                  | Daten                                                       |
| ---------------------- | ----------------------------------------------------------- |
| Baujahr:               | 1933                                                        |
| Bauausführung:         | Walter Höflinger                                            |
| Turmhöhe:              | 32,5 m                                                      |
| Behältervolumen:       | 150 m³                                                      |
| Ursprüngliche Nutzung: | Trinkwasser- versorgung von Grimmen                         |
| Stilllegung:           | 1960er Jahre                                                |
| Heutige Nutzung:       | Stadtinformation, Ausstellungen, Trauzimmer, Aussichtsebene |
| Denkmalschutz:         | Kulturdenkmal                                               |

Der Wasserturm von Grimmen befindet sich beim Greifswalder Tor in der Langen Straße 21a der vorpommerschen Stadt Grimmen.
Das Gebäude steht unter Denkmalschutz.

## Geschichte
1933 beschloss die Stadt, dass in Grimmen eine Wasserleitung mit einem Wasserwerk gebaut werden sollte. Zu Weihnachten 1933 wurde das Wasserwerk mit dem Wasserturm in Betrieb genommen. 1934 wurden der Turm sowie das Wasserwerk eingeweiht. zylindrische Turm hat eine Höhe von 32,5 m, einen Außendurchmesser von 8,15 m und einen Innendurchmesser von 7,15 m. Er ist von außen mit Ziegelsteinen aus der Produktion der alten Grimmener Ziegelei verkleidet. Über dem spitzbogigen Eingangsportal erstreckt sich ein Treppenhauserker bis zur Aussichtsebene.
Der Behälterbereich ist durch ein schmales Gesims vom Schaft des Turms abgesetzt. Darüber folgt die umlaufende Fensterreihe der Aussichtsebene. Ein achteckiger, mit Kupferblech bedeckter Turmhelm schließt das Bauwerk ab.  Der Wasserbehälter konnte ursprünglich 150 m³ Wasser aufnehmen.
Da die Wasserversorgung für die stark wachsende Stadt Grimmen nicht mehr den Bedürfnissen entsprach, wurde 1963 nach Gründung des VEB Erdöl-Erdgas Grimmen (1962) ein neues Wasserwerk in Betrieb genommen. Der stillgelegte Turm stand viele Jahre leer. In den 1970er Jahren wurde  vom VEB Erdöl-Erdgas der Wasserbehälter zur Schrottgewinnung ausgebaut.

### Sanierung und Ausgrabungen
Der stillgelegte Wasserturm erhielt 1989 eine neue Dachkonstruktion, eine verglaste Aussichtsebene und wurde nach 1991 im Rahmen der Städtebauförderung bis 2002 saniert.
Das Landesamt für Bodendenkmalpflege Mecklenburg-Vorpommern wurde in die Sanierung einbezogen, da der Hügel, auf dem der Turm steht, als Bodendenkmal gilt. Die ersten Grabungen führte Carl Coppius bereits 1876, 1877 und 1886 durch. Weitere Grabungen fanden 1933 statt. Dabei wurden handgestrichene Ziegelsteine, verbrannte Holzstücke und Tierknochen sowie mittelalterliche Tonscherben gefunden. Zwischen Oktober bis Dezember 2001 und Januar bis Mai 2002 fanden zwei weitere archäologische Grabungen statt. Dabei wurden Fundamentreste der ehemaligen Fürstenresidenz aus dem Mittelalter freigelegt. Im Süden des Turms fand man Teile des Torbogenansatzes, der aus dem 15. Jahrhundert stammt. Da es rund 100 Jahre jünger als das Greifswalder Tor ist, kann es nicht den Eingang zu Stadt markiert haben, sondern muss vielmehr ein Zugang zum Gelände des Landesherren ermöglicht haben. Weiterhin wurden Fundamentreste der Stadtmauer freigelegt. Die Grabungen ergaben insgesamt 14.314 Einzelfunde, darunter 3.299 Keramikscheiben, die einer Töpferei zugeordnet wurden. Einige ausgewählte Fundstücke können in einer Ausstellung im Turm besichtigt werden, z. B. ein „Soesling“ (eine Münze) des Münzmeisters Handschen von 1622, der unter Johann Albrecht II., Herzog von Mecklenburg-Güstrow entstanden ist. Zu sehen ist auch ein kleiner Würfel aus dem 14. Jahrhundert, der aus einem Knochen hergestellt wurde. Weiterhin finden sich in der Ausstellung zwei Zapfhähne aus Messing, die dem späten 16. oder 17. Jahrhundert zugewiesen werden konnten sowie ein Bruchstück eines Aquamaniles, ein Gießgefäß in Tierform aus dem 14./15. Jahrhundert.
Der Turm ist seit 2002 Standort der Stadtinformation Grimmen. Im Turmgeschoss befindet sich ein Versammlungsraum.

Übersicht über die jetzige Nutzung:
- Ebene 1: Empfang Stadtinformation
- Ebene 2: Büro Stadtinformation
- Ebene 3: Ausstellung der archäologischen Grabungsergebnisse
- Ebene 4: Trauzimmer mit wechselnden Kunstausstellungen
- Ebene 5: Sanitärbereich
- Ebene 6: wechselnde Kunstausstellungen
- Ebene 7: Aussichtsebene.